# 인간 실격
《인간 실격》(일본어: 人間失格)은 일본의 소설가 다자이 오사무가 쓴 장편 소설(또는 중편 소설)로, 《달려라 메로스》, 《사양》에 이은 다자이의 대표작 중 하나이다. 1948년에 3월부터 쓰기 시작해 5월 12일에 탈고했다. 이후 잡지 〈전망〉에 6월호부터 8월호까지 총 3번에 걸쳐 발표되었다. 잡지에 연재되던 중 6월 13일에 작가가 스스로 삶을 마감했다. 이 소설이 작가가 쓴 마지막 작품은 아니고  아직《굿 바이》를 쓰고 있었다. 이 소설은 작가 사후 유작으로 발표되었다.
"부끄럼 많은 생애를 보냈습니다." 라는 첫마디로 유명하다.

## 개요
일본에서의 제2차 세계 대전 이후 판매고는 신조 문고(新潮文庫)만으로도 누계 600만 부를 돌파하고 있어, 나쓰메 소세키의 《마음》과 몇십 년에 걸쳐 누계 부수를 앞다투고 있지만 2005년 8월 당시에는 《마음》의 판매량이 조금 더 많다.
타인의 앞에서는 이상하게 익살맞은 짓을 해 보일 뿐, 진짜 자신을 누구에게도 드러내지 않는 남자의 인생(유소기부터 청년기까지)을 그 남자의 시점에서 그리고 있다. 주인공 나는 다자이 오사무는 아니고 오오바 요조라는 가공의 인물로, 소설가가 아닌 만화가라는 설정이다. 이 주인공의 이름은, 다자이의 초기 소설 《어릿광대의 꽃》에 한 번 등장하고 있다.
소설속에서 오오바 요조의 수기로 여겨지는 것은 제1 수기, 제2 수기, 제３수기이며, 최초의 머리말과 마지막의 뒷얘기는 나의 체험담이다.
이 작품은 유서로 받아들여지고 있었기 때문에 마음내키는대로 쓰여진 것으로 여겨져 왔지만, 1990년대에 유족이 《인간실격》의 초고를 발견해 단어 하나 하나가 몇번이고 퇴고되었다는 사실이 밝혀졌다.
또한 해외에서는 이 작품은 성적 학대를 표현한 소설이라고도 평가받고 있으며, "미야지 나오코가 Mike Lew에 자신의 소속 그룹에서 읽어 주었는데 괴로워서 읽을 수 없다"라고 하는 사람까지 나타났다. L·두모스도 부모와 자식 관계의 진화, 아이의 심리 발생적 역사학에서 유모로부터의 성적 학대의 역사 중에 이 사례를 보고하고 있다. 그러나, 일본에서는 이러한 사람에게 보여지는 연기성이 다른 측면에서 관측되는 경향이 강하다.
2007년 6월의 슈에이샤 문고의 신장판에서는, 잡지 주간 소년 점프에서 《히카루의 바둑》, 《DEATH NOTE》등을 연재한 만화가 오오바타 타케시가 표지 삽화를 담당. 중고생을 중심으로 화제를 불러, 발매로부터 1개월 반만에 75,000부라고 하는 고전 문학으로서는 이례적인 판매수를 기록했다.

## 줄거리

### 머리말
| “ | 나는 그 남자의 사진을 세 장 본 적이 있다. 私は、その男の写真を三葉、見たことがある。 | ” |

제삼자인 서술자의 시점에서 한 남자의 유년 시대·학생시절·기괴한 사진의 세 장의 사진을 보며 비교한다. 서술자는 그 남자의 사진을, 살아있는 인간의 모습으로는 보이지 않는 기괴한 사진이라고 느낀다. 작품의 전개는 서술자가 읽는 수기 속에서 일어난다.

### 제1의 수기
| “ | 부끄러움이 많은 생애를 보내 왔습니다. 恥の多い生涯を送って来ました。 | ” |

오오바 요조라는 이름을 가진 "나"가 작품의 서술자이다. 나는 남과는 다른 감각을 가지고 있어 그 때문에 혼란스럽다. 게다가 온전히 사람과 대화를 할 수 없는 나는, 인간에의 마지막 구애로서 익살짓을 하게 된다. 하지만 나의 본성은 가정부나 하인에게 범해진다는 잔혹한 범죄를 말하지 않고 힘 없게 웃는 인간이었다. 결과적으로 나는 서로 속이는 인간들에 대한 난해함 끝에 고독을 선택한다.

### 제2의 수기
중학교 시절, 나는 익살꾼이라는 자신의 기술이 간파될 것 같아 두려워 한다. 그 후 도쿄로 상경한 나는 인간에의 공포를 감추기 위해, 나쁜 친구 호리키의 권유로 술, 담배, 매춘부와 좌익 사상에 빠져들게 된다. 이것들은 모두, 나에게서 추악한 인간사로부터 잠시나마 해방을 가져오는 것이었다.
그러나 급격하게 환경이 바뀜에 따라 나는 여러 가지 속박으로부터 피하기 어려워지며, 결과적으로 한 유부녀와 바다에 뛰어들어 동반자살을 기도한다. 동반자살은 실패하고 나는 혼자 살아남아 자살 방조죄를 추궁받게 된다. 결국, 부친의 거래경험이 있는 남자를 인수인으로서 석방되지만, 혼란한 정신 상태는 계속된다.

### 제3의 수기
죄를 추궁받은 것을 계기로 고등학교에서 퇴학 조치를 받고, 한때 인수인의 남자의 집에 체류하게 되지만, 남자에게 장래를 추궁받자 나는 가출한다. 그것을 계기로 아이 딸린 여자나, 바의 마담 등과의 파괴적인 여성 관계에 몰두하게 되어, 나는 한층 더 깊은 절망의 늪에 빠지게 된다.
그 끝에 마지막으로 원했던 순결한 여자 요시코가 근처 상인에게 범해지는 것을 목격한 나는 지나친 절망에 빠져 술에 절어 지내다가, 마침내 어느날 밤 우연히 찾아낸 수면제를 이용해 발작적으로 다시 자살미수를 일으킨다.
어떻게든 살아난 나는 더욱 몸이 쇠약해져 한층 더 술독에 빠지게 되며, 어느 눈 오는 날 밤 결국 객혈(喀血)을 한다. 약국에서 처방된 모르핀을 사용하면 급격하게 상태가 회복되는 느낌이 들었기 때문에 나는 그것에 맛을 들이다가 결국 모르핀 중독에 걸린다. 모르핀을 너무 원한 나머지 몇번이나 약국으로부터 외상으로 약을 사다가 도저히 갚을 수 없는 액수가 되어, 마침내 약국의 부인과 관계를 맺기에 이른다. 스스로의 죄의 무게를 참을 수 없게 된 나는 친가에 상황을 설명해 돈을 원한다는 편지를 보낸다.
이윽고, 가족의 연락을 받은 듯한 인수인 남성과 호리키가 와서 나에게 병원에 가라는 말을 한다. 나는 행선지가 요양소라는 그들의 말을 믿었으나 결국 정신병원에 강제로 입원당한다. 그리고 다른 사람보다 미친 사람으로서 평가를 받아진 것을 느끼고, 나는 자신을 인간 실격이라고 평가한다.
수개월의 입원 생활 후 고향에 간 나는 거의 폐인이 된 채로, 인생에는 불행도 행복도 없으며 모든 것은 단지 지나갈 뿐이라고 말하면서 이야기는 끝난다.

### 후기
서술자는 이 수기에 나오는 스탠드바의 마담일 것이라 짐작되는 인물을 찾아간다. 그 여자는 실제로 이 수기에 등장하는 바의 마담이었으며, 서술자는 그녀에게 오오바 요조에 관해 알고 있냐고 묻는다. 마담이 요조를 순수하고 착한 사람이라고 평가하는 구절을 마지막으로 소설은 끝을 맺는다.
| “ | 우리가 알고 있는 요조는 정말 순수하고 세심하고, 술만 마시지 않는다면, 아니 마셔도...... 하느님처럼 착한 아이였어요 私たちの知っている葉ちゃんは、とても素直で、よく気がきいて、あれでお酒さえ飲まなければ、いいえ、飲んでも、……神様みたいないい子でした | ” |

## 같이 보기
- 문학소녀 시리즈 - 제1작 《문학 소녀와 죽고 싶은 광대(피에로)》는 인간 실격을 소재로 하고 있다.
- 인간 실격: 내가 만약 죽는다면 - 타이틀의 사용에 대해 유족으로부터 항의를 받았다. 내용적으로는 본작품과는 관계는 없다.
- 안녕, 절망선생 - 주인공 이토시키 노조무의 성격 설정은 본작의 주인공을 (혹은 작자인 다자이를)희화화한 것이다.
- 오오바타 타케시
- 인간 실격 - 본 소설을 바탕으로 만들어진 동명의 영화.